# Pseudapis
Pseudapis är ett släkte av bin. Pseudapis ingår i familjen vägbin.

## Dottertaxa tillPseudapis, i alfabetisk ordning[1]
- Pseudapis aculeata
- Pseudapis albidula
- Pseudapis albolobata
- Pseudapis algeriensis
- Pseudapis aliceae
- Pseudapis aliena
- Pseudapis amoenula
- Pseudapis ampla
- Pseudapis anatolica
- Pseudapis anomala
- Pseudapis anthidioides
- Pseudapis armata
- Pseudapis bispinosa
- Pseudapis bytinski
- Pseudapis carcharodonta
- Pseudapis cinerea
- Pseudapis diversipes
- Pseudapis dixica
- Pseudapis duplocincta
- Pseudapis edentata
- Pseudapis elegantissima
- Pseudapis enecta
- Pseudapis equestris
- Pseudapis fayumensis
- Pseudapis femoralis
- Pseudapis flavicarpa
- Pseudapis flavolobata
- Pseudapis fugax
- Pseudapis gabonensis
- Pseudapis glabriventris
- Pseudapis illepida
- Pseudapis inermis
- Pseudapis innesi
- Pseudapis interstitinervis
- Pseudapis kenyensis
- Pseudapis kingi
- Pseudapis kophenes
- Pseudapis lobata
- Pseudapis mandschurica
- Pseudapis megacantha
- Pseudapis monstrosa
- Pseudapis nilotica
- Pseudapis nubica
- Pseudapis ocracea
- Pseudapis opacula
- Pseudapis oxybeloides
- Pseudapis pallicornis
- Pseudapis pandeana
- Pseudapis patellata
- Pseudapis platula
- Pseudapis punctata
- Pseudapis punctiventris
- Pseudapis riftensis
- Pseudapis rufescens
- Pseudapis rugiventris
- Pseudapis sangaensis
- Pseudapis schubotzi
- Pseudapis semlikiana
- Pseudapis siamensis
- Pseudapis squamata
- Pseudapis stenotarsus
- Pseudapis sudanica
- Pseudapis tadzhica
- Pseudapis tobiasi
- Pseudapis trigonotarsis
- Pseudapis tshibindica
- Pseudapis uelleburgensis
- Pseudapis umtalica
- Pseudapis urfana
- Pseudapis usakoa
- Pseudapis usambarae
- Pseudapis valga